# Comportamento compulsivo

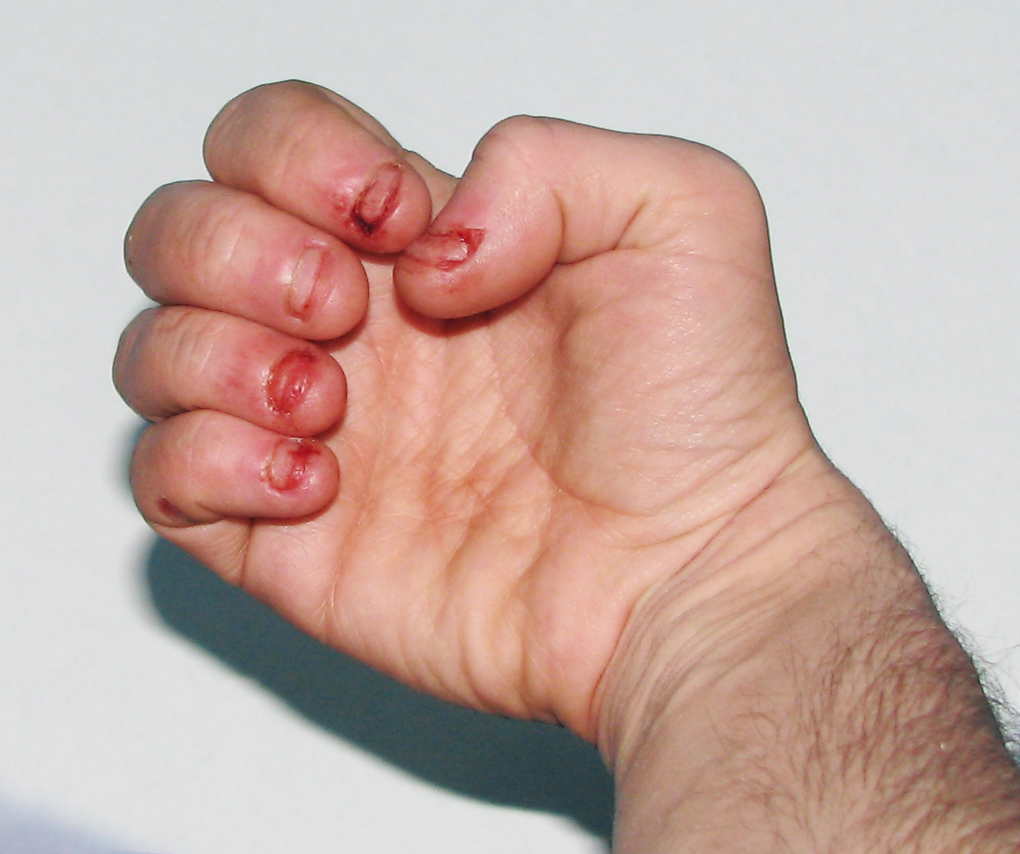
Dermatofagia – roer unhas de forma extrema / morder a pele até o ponto de um transtorno obsessivo-compulsivo (TOC) ou outra condição que leve a comportamentos autolesivos, como transtornos do espectro autista (como é o caso neste exemplo) ou Síndrome de Lesch-Nyhan.

Comportamento compulsivo (ou compulsão) é definido como a execução persistente e repetitiva de uma ação. Comportamentos compulsivos podem representar uma tentativa de fazer com que as obsessões desapareçam. Tais comportamentos surgem da necessidade de reduzir a apreensão causada por sentimentos internos dos quais a pessoa deseja se abster ou controlar. Uma das principais causas dos comportamentos compulsivos é apontada como sendo o transtorno obsessivo-compulsivo (TOC). "O comportamento compulsivo ocorre quando alguém continua realizando a mesma ação porque sente que precisa, mesmo sabendo que tais ações não estão alinhadas com seus objetivos." Existem diversos tipos de comportamentos compulsivos, incluindo compras, acumulação, alimentação, jogo, Tricotilomania e excoriação da pele, Prurido, checagem, contagem, lavagem, sexo, entre outros. Além disso, há exemplos culturais de comportamentos compulsivos.

## Transtornos em que é observado
Vício e transtorno obsessivo-compulsivo apresentam comportamentos compulsivos como características centrais. Vício é simplesmente uma compulsão direcionada a um estímulo gratificante, enquanto que, no TOC, a compulsão é apenas uma faceta do transtorno. As compulsões mais comuns em pessoas com TOC são lavar e checar.
Embora nem todos os comportamentos compulsivos se configurem como vícios, alguns – como o comportamento sexual compulsivo – foram identificados como adicção comportamental.

## Ocorrência
Cerca de 50 milhões de pessoas no mundo parecem apresentar algum tipo de transtorno obsessivo-compulsivo. Indivíduos afetados costumam ser mais reservados do que aqueles com outros problemas psicológicos, o que faz com que transtornos psicológicos mais graves sejam diagnosticados com maior frequência. Muitos que exibem comportamentos compulsivos afirmam que isso não é um problema e podem conviver com a condição por anos antes de buscar ajuda.

## Tipos

### Compras
As compras compulsivas são caracterizadas por um consumo excessivo que acarreta prejuízos na vida do indivíduo, como problemas financeiros ou a dificuldade em assumir compromissos familiares. A taxa de prevalência para esse comportamento é de 5,8% em todo o mundo, e a maioria dos afetados é composta por mulheres (aproximadamente 80%). Não há tratamento comprovado para esse tipo de comportamento compulsivo.

### Acumulação compulsiva

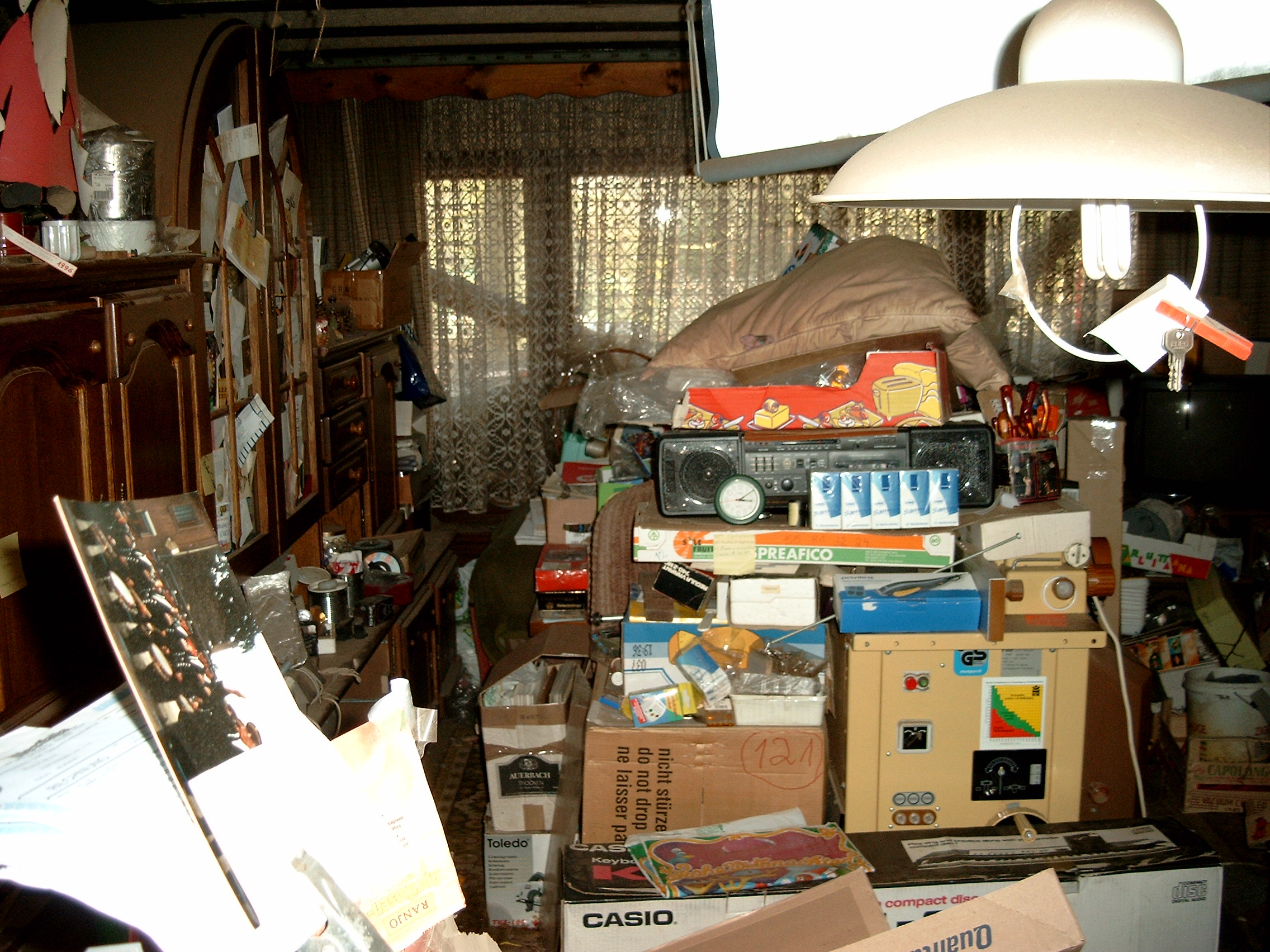
Transtorno de acumulação

A acumulação é caracterizada pela guarda excessiva de posses e pela dificuldade em descartar esses objetos. Suas principais características incluem a incapacidade de utilizar de forma eficiente o espaço disponível na residência, dificuldade de locomoção dentro do lar devido à grande quantidade de objetos e bloqueio de saídas, o que pode representar risco para o acumulador, sua família e convidados. Itens tipicamente retidos por acumuladores incluem roupas, jornais, recipientes, correspondências, livros, objetos de artesanato, contas, recibos e materiais de uso doméstico. Os acumuladores acreditam que esses itens poderão ser úteis no futuro ou que possuem valor sentimental demais para serem descartados. Outras razões envolvem o medo de perder documentos e informações importantes e características intrínsecas dos objetos. A acumulação pode ser prejudicial se representar risco à saúde do indivíduo e/ou de outras pessoas na residência, seja por condições insalubres que favoreçam infestações, riscos de incêndio ou acidentes decorrentes de desordem.

### Alimentação
A compulsão alimentar é a incapacidade de controlar a quantidade de ingestão de alimentos, resultando em ganho de peso excessivo. Geralmente, esse comportamento configura um mecanismo de enfrentamento para lidar com problemas na vida do indivíduo, como o estresse. A maioria dos indivíduos com compulsão alimentar sabe que sua conduta é prejudicial, mas o comportamento compulsivo geralmente se desenvolve na infância. Pessoas que sofrem com esse transtorno costumam não dispor de habilidades adequadas para lidar com questões emocionais, recorrendo a episódios de compulsão – períodos durante os quais comem e/ou bebem sem pausa até que a compulsão cesse ou que não consigam mais ingerir alimento. Tais episódios são frequentemente acompanhados por sentimentos de culpa e vergonha por utilizarem a comida como forma de escapar do estresse emocional. Esse comportamento pode ocasionar efeitos colaterais graves, como episódios de compulsão alimentar, depressão, isolamento social devido ao peso e dietas espontâneas. O tratamento adequado e a adoção de um plano alimentar podem ajudar na superação desse comportamento.
Em Transtornos alimentares (como anorexia nervosa e bulimia nervosa), o indivíduo torna-se obcecado pelo peso, pela forma do corpo e pela ingestão calórica, comportando-se de forma mal-adaptativa e persistente – o que pode ser interpretado como um comportamento compulsivo –, por exemplo, restringindo a alimentação, provocando vômitos, abusando de laxantes ou praticando exercícios em excesso.

### Jogo patológico
O jogo patológico é caracterizado pelo desejo irresistível de apostar, mesmo diante da incapacidade de resistir a esse impulso, levando a sérios problemas pessoais e sociais. Geralmente, esse comportamento tem início na adolescência para homens e entre os 20 e 40 anos para mulheres. Indivíduos com compulsão por jogos tendem a encontrar ainda mais dificuldades para se conter em períodos de estresse, enfrentando problemas com familiares, com a justiça e com os ambientes e pessoas com os quais apostam. A maioria dos problemas decorrentes desse comportamento relaciona-se à falta de recursos financeiros para sustentar o vício ou para quitar dívidas originadas de apostas anteriores. O jogo patológico pode ser amenizado por meio de tratamentos que envolvem Terapia cognitivo-comportamental, autoajuda ou programas de 12 passos, além do uso potencial de medicação.

### Comportamentos repetitivos focados no corpo
Tricotilomania é classificada como a compulsão de puxar cabelos do corpo, podendo ocorrer em qualquer região com pelos, resultando em áreas calvas. A maioria das pessoas com tricotilomania leve consegue superar o comportamento por meio da concentração e de um aumento da autoconsciência.
Indivíduos com excoriação da pele apresentam dificuldade em evitar puxar, esfregar, cavar ou arranhar a pele, geralmente com o intuito de eliminar imperfeições ou marcas indesejadas. Essas ações costumam causar abrasões e irritações, podendo levar a infecções ou problemas na cicatrização. Tais comportamentos tendem a se agravar em momentos de ansiedade, tédio ou estresse. Revisões recomendam intervenções comportamentais, como o Treinamento de reversão de hábitos e o desacoplamento.

### Verificação, contagem, lavagem e repetição
A verificação compulsiva pode incluir o ato de checar repetidamente itens como fechaduras, interruptores e aparelhos, geralmente com o objetivo de evitar danos a si ou a terceiros; essa condição também é conhecida como comportamento obsessivo-compulsivo.
A contagem compulsiva envolve a fixação em um número específico considerado significativo, levando o indivíduo a realizar ações – como limpar o rosto – um número determinado de vezes. Esse comportamento pode englobar a contagem de passos, itens, ações ou até mesmo a contagem mental.
A lavagem compulsiva é observada em indivíduos com medo de contaminação, que lavam as mãos repetidamente ao longo do dia, frequentemente de forma ritualizada e seguindo um padrão. Essa prática excessiva pode acarretar problemas como ressecamento ou vermelhidão das mãos.
A repetição compulsiva caracteriza-se pela execução da mesma atividade diversas vezes, como reler um trecho de um livro, reescrever um texto, repetir rotinas ou entoar a mesma frase continuamente.

### Comportamento sexual
Esse tipo de comportamento compulsivo é marcado por sentimentos, pensamentos e ações relacionados a qualquer aspecto do sexo. Tais manifestações devem ser persistentes e causar prejuízo à saúde, ao trabalho, à vida social ou a outras áreas. Podem incluir comportamentos sexuais considerados normais ou aqueles que são ilegais e/ou moral e culturalmente inaceitáveis. Esse transtorno também é denominado hipersexualidade, Transtorno hipersexual, ninfomania ou adicção sexual. De forma controversa, alguns cientistas classificam o comportamento sexual compulsivo como Adicção sexual, embora tal condição não seja reconhecida pelos manuais diagnósticos tradicionais.[carece de fontes?]

### Fala compulsiva
A fala compulsiva ultrapassa os limites do que é considerado socialmente aceitável. Os principais fatores para identificar um falador compulsivo são a conversa contínua – interrompida apenas quando o interlocutor inicia a fala – e a percepção de que sua tagarelice é problemática. Traços de personalidade associados incluem Assertividade, disposição para comunicar, autopercepção de competência comunicativa e Neuroticismo. Estudos demonstram que a maioria dos tagarelas tem consciência da quantidade de fala, é incapaz de se conter e não percebe o problema.

### Uso compulsivo de redes sociais
O uso compulsivo de redes sociais caracteriza-se pela atribuição excessiva de importância a essas mídias, configurando uma forma de dependência. Estudos indicam que indivíduos com TOC tendem a valorizar mais as redes sociais e estão em maior risco de desenvolver dependência delas. Além disso, tais sites podem funcionar como meio pelo qual pacientes com TOC manifestam outros sintomas do transtorno, como a acumulação de imagens online.